# Boraginaceae
Le Boraginacee (Boraginaceae Juss., 1789) sono una famiglia di piante angiosperme eudicotiledoni.
Il sistema Cronquist (1981) assegnava la famiglia all'ordine Lamiales, mentre la moderna classificazione APG IV  (2016) la considera come unica famiglia dell'ordine Boraginales.

## Descrizione
La famiglia comprende per la maggior parte specie erbacee, ma vi si possono trovare anche specie arbustive, lianose, e rari alberi (gen. Cordia).
I fusti sono generalmente coperti da peli ruvidi che ritroviamo anche sulle foglie e sulle infiorescenze.
Le foglie sono generalmente alterne, semplici, di solito intere, senza stipole e, come i fusti, spesso ispide per la presenza di peli formati da cellule calcarizzate, o di setole con, o senza, tubercoli basali, per cui si presentano molto ruvide e aspre al tatto, con qualche eccezione come il genere Cerinthe che ha foglie glabre.
Le infiorescenze, molto caratteristiche, consistono normalmente di una o più cime, scorpioidi o elicoidi, che si svolgono progressivamente man mano che procede la fioritura.

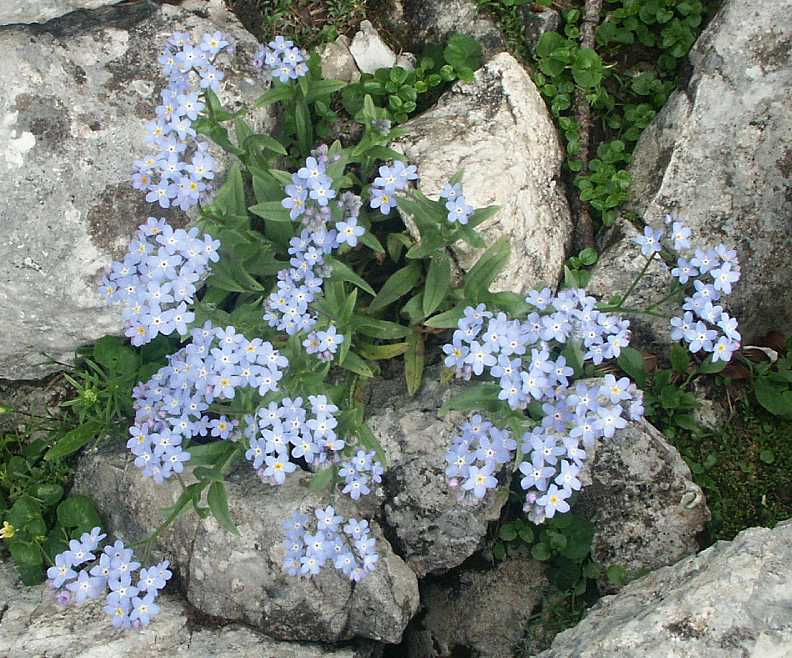
Myosotis alpestris

I fiori sono di vario colore: azzurro, blu, giallo, rosa, porpora, bianco; a volte, appena sbocciati sono porpora o rosei e diventano, a fecondazione avvenuta e se i loro pigmenti sono antocianici, azzurri o violacei per effetto della variazione del pH nel contenuto delle cellule. Generalmente sono di forma regolare, con qualche eccezione (Echium), bisessuali, pentameri. 
I sepali, dentati o lobati, possono essere liberi o congiunti alla base, qualche volta di diversa grandezza, generalmente persistenti e a volte accrescentesi dopo l'antesi. 
La corolla è variamente conformata nelle diverse specie: tubulosa (Cerinthe), campanulata (Anchusa, Lappula), rotata (Borago, Myosotis), tubuloso-campanulata (Symphytum, Onosma), infundibuliforme (Cynoglossum, Nonea, Pulmonaria), è irregolare in Echium e qualche altro genere. Il tubo corollino è spesso fornito di appendici (scaglie, ciuffi o linee di peli, invaginazioni) alla fauce e qualche volta ha un anello di peli o è membranoso alla base. 

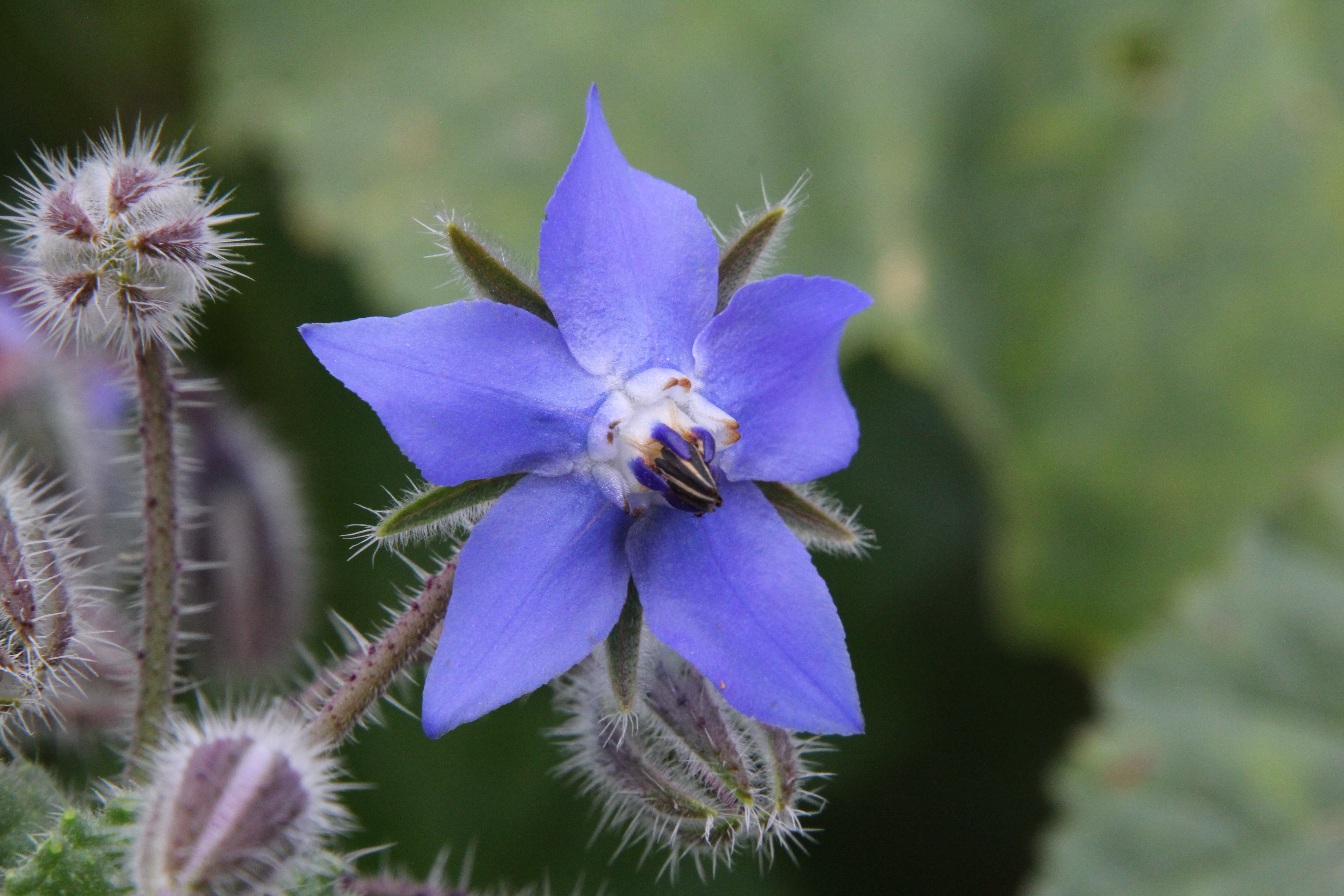
Fiore di Borago officinalis

L'ovario supero è formato da due carpelli fusi formanti due loculi o spesso quattro a causa di falsi setti. L'unico stilo può essere ginobasico o terminale, di solito semplice o con l'apice a due o, in qualche genere, a quattro lobi. 
L'androceo è isostemone; gli stami sono inseriti sul tubo della corolla in posizione diversa, nelle diverse specie, rispetto alla parte mediana. In Echium vi è qualche lieve differenza tra gli stami, in Borago hanno un cornetto connettivale dietro l'antera così che l'avvicinarsi degli stami contro lo stilo impedisce l'accesso al fondo della corolla. Esistono casi di eterostilia (Pulmonaria).
I fiori sono prevalentemente impollinati da insetti; qualche specie, come Borago e Symphitum, viene impollinata dalle api.
Il frutto è costituito da quattro, di rado due, nucule (eccezionalmente da 1 o 3 per aborto) o può essere una drupa (Cordia).
I semi possono essere con o senza endosperma e con l'embrione curvo o diritto.

## Biologia
La disseminazione è spesso favorita dalla presenza di aculei sulla superficie delle nucule (Cynoglossum, Lappula) o per effetto dei calici ispidi e accrescenti (Asperugo) che si attaccano al vello degli animali (zoocoria); altre volte è affidata alle formiche (mirmecoria) attratte dalla presenza di elaiosomi (Symphytum, Anchusa, Borago).

## Distribuzione e habitat
La famiglia ha una distribuzione cosmopolita, ma con significative assenze nelle regioni a clima equatoriale e tropicale umido; i suoi principali centri di biodiversità si trovano nelle aree a clima sub‐tropicale o temperato arido del regno olartico, in particolare nella regione mediterranea, e nel regno capense, ma importanti centri di differenziazione si hanno anche in Nord‐ e Sudamerica, Australia e Africa tropicale. In Italia si contano 31 generi, 26 dei quali con almeno una specie autoctona.

## Tassonomia
La famiglia comprende 118 generi, suddivisi in dieci sottofamiglie:
- Sottofamiglia Echiochiloideae Weigend
  - Amphibologyne Brand
  - Antiphytum DC. ex Meisn.
  - Echiochilon Desf.
  - Ogastemma Brummitt
- Sottofamiglia Boraginoideae Arn.
  - Tribù Boragineae Rchb.
    - Sottotribù Boragininae G.Don
      - Anchusa L.
      - Borago L.
      - Brunnera Steven
      - Cynoglottis (Gusul.) Vural & Kit Tan
      - Gastrocotyle Bunge
      - Hormuzakia Guşul.
      - Melanortocarya Selvi, Bigazzi, Hilger & Papini
      - Nonea Medik.
      - Pentaglottis Tausch
      - Phyllocara  Guşul.
      - Pulmonaria L.
      - Symphytum Tourn. ex L.
      - Trachystemon D.Don

    - Sottotribù Moritziinae  Weigend
      - Moritzia DC. ex Meisn.
      - Thaumatocaryon Baill.

  - Tribù Lithospermeae Dumort.
    - Aegonychon Gray
    - Alkanna Tausch
    - Ancistrocarya Maxim.
    - Arnebia Forssk.
    - Buglossoides Moench
    - Cerinthe L.
    - Choriantha Riedl
    - Cystostemon Balf.f.
    - Echiostachys Levyns
    - Echium Tourn. ex L.
    - Glandora D.C.Thomas, Weigend & Hilger
    - Halacsya Dörfl.
    - Huynhia Greuter
    - Lithodora Griseb.
    - Lithospermum L.
    - Lobostemon Lehm.
    - Maharanga DC.
    - Mairetis I.M.Johnst.
    - Moltkia Lehm.
    - Moltkiopsis I.M.Johnst.
    - Neatostema I.M.Johnst.
    - Onosma L.
    - Paramoltkia Greuter
    - Podonosma Boiss.
    - Pontechium Böhle & Hilger
    - Stenosolenium Turcz.

  - Tribù Codoneae Nazaire & L.Hufford (famiglia Codonaceae secondo alcuni Autori[10])
    - Codon L.
- Sottofamiglia Cynoglossoideae Weigend
  - Tribù Trichodesmeae Zakirov ex Riedl
    - Caccinia Savi
    - Heliocarya Bunge
    - Trichodesma R.Br.

  - Tribù Lasiocaryeae Weigend
    - Chionocharis I.M.Johnst.
    - Lasiocaryum I.M.Johnst.
    - Microcaryum I.M.Johnst.

  - Tribù Asperugeae Zakirov ex Ovczinnikova
    - Anoplocaryum Ledeb.
    - Asperugo L.
    - Memoremea A.Otero, Jim.Mejías, Valcárcel & P.Vargas
    - Mertensia Roth

  - Tribù Omphalodeae Weigend
    - Gyrocaryum Valdés
    - Iberodes M.Serrano, R.Carbajal & S.Ortiz
    - Mimophytum Greenm.
    - Omphalodes Mill.
    - Myosotidium Hook.
    - Selkirkia Hemsl.

  - Tribù Rochelieae A.DC.
    - Sottotribù Eritrichiinae Benth. & Hook.f.
      - Amblynotus (A.DC.) I.M.Johnst.
      - Embadium J.M.Black
      - Eritrichium Schrad. ex Gaudin
      - Hackelia Opiz
      - Lappula Moench
      - Lepechiniella Popov
      - Omphalolappula Brand
      - Pseudoheterocaryum Kaz.Osaloo & Saadati
      - Rochelia Rchb.
      - Sauria Bajtenov
      - Tianschaniella B.Fedtsch. ex Popov

    - Sottotribù Heterocaryinae Riedl
      - Heterocaryum A.DC.
      - Suchtelenia Kar. ex Meisn.

  - Tribù Craniospermeae DC. ex Meisn.
    - Craniospermum Lehm.

  - Tribù Myosotideae Rchb.f.
    - Brachybotrys Maxim. ex Oliv.
    - Decalepidanthus Riedl
    - Myosotis L.
    - Omphalotrigonotis W.T.Wang
    - Stephanocaryum Popov
    - Trigonocaryum Trautv.
    - Trigonotis Steven

  - Tribù Cynoglosseae W.D.J.Koch
    - Sottotribù Cynoglossinae Dumort.
      - Ailuroglossum Sutorý
      - Brandella R.R.Mill
      - Crucicaryum Brand
      - Cynoglossopsis Brand
      - Cynoglossum L.
      - Ivanjohnstonia Kazmi
      - Lindelofia Lehm.
      - Mattiastrum (Boiss.) Brand
      - Microparacaryum (Popov ex Riedl) Hilger & Podlech
      - Paracaryum Boiss.
      - Pardoglossum E.Barbier & Mathez
      - Rindera Pall.
      - Solenanthus Ledeb.
      - Trachelanthus Kunze

    - Sottotribù Bothriosperminae Riedl
      - Antiotrema Hand.-Mazz.
      - Bothriospermum Bunge
      - Nihon A.Otero, Jim.Mejías, Valcárcel & P.Vargas
      - Sinojohnstonia Hu
      - Thyrocarpus Hance

    - Sottotribù Microulinae Weigend
      - Actinocarya Benth.
      - Adelocaryum Brand
      - Afrotysonia Rauschert
      - Microula Benth.

    - Sottotribù Amsinckiinae Brand
      - Adelinia J.I.Cohen
      - Amsinckia Lehm.
      - Amsinckiopsis (I.M.Johnst.) Guilliams, Hasenstab & B.G.Baldwin
      - Andersonglossum J.I.Cohen
      - Cryptantha Lehm. ex G.Don
      - Dasynotus I.M.Johnst.
      - Eremocarya Greene
      - Greeneocharis Gürke & Harms
      - Harpagonella A.Gray
      - Johnstonella Brand
      - Nesocaryum I.M.Johnst.
      - Oncaglossum Sutorý
      - Oreocarya Greene
      - Pectocarya DC. ex Meisn.
      - Plagiobothrys Fisch. & C.A.Mey.
      - Simpsonanthus Guilliams, Hasenstab & B.G.Baldwin
- Sottofamiglia Cordioideae (famiglia Cordiaceae secondo alcuni Autori[10])
  - Coldenia L.
  - Cordia L.
  - Hoplestigma Pierre
  - Varronia P.Browne
- Sottofamiglia Ehretioideae (famiglia Ehretiaceae secondo alcuni Autori[10])
  - Bourreria P.Browne
  - Ehretia P.Browne
  - Halgania Gaudich.
  - Lepidocordia Ducke
  - Rochefortia Sw.
  - Rotula Lour.
  - Tiquilia Pers.
- Sottofamiglia Heliotropioideae (famiglia Heliotropiaceae secondo alcuni Autori[10])
  - Euploca Nutt.
  - Heliotropium Tourn. ex L.
  - Ixorhea Fenzl
  - Myriopus Small
  - Nogalia Verdc.
  - Tournefortia L.
- Sottofamiglia Hydrophylloideae (famiglia Hydrophyllaceae secondo alcuni Autori[10])
  - Draperia Torr.
  - Ellisia L.
  - Emmenanthe Benth.
  - Eucrypta Nutt.
  - Hesperochiron S.Watson
  - Hydrophyllum L.
  - Nemophila Nutt. ex W.P.C.Barton
  - Phacelia Juss.
  - Pholistoma Lilja
  - Romanzoffia Cham.
  - Tricardia Torr. ex S.Watson
- Sottofamiglia Lennooideae (famiglia Lennoaceae secondo alcuni Autori[10])
  - Lennoa Lex.
  - Pholisma Nutt. ex Hook.
- Sottofamiglia Namoideae (famiglia Namaceae secondo alcuni Autori[10])
  - Eriodictyon Benth.
  - Nama L.
  - Turricula J.F.Macbr.
  - Wigandia Kunth
- Sottofamiglia Wellstedioideae (famiglia Wellstediaceae secondo alcuni Autori[10])
  - Wellstedia Balf.f.

## Usi
- Diversi generi (ad es. Heliotropium, Mertensia, Myosotis, Pulmonaria, Echium) sono coltivati come piante ornamentali.[4]
- Molte specie, tra le quali Borago officinalis ed Echium vulgare, sono impiegate dagli apicoltori come piante mellifere.[4][11]
- Dalle radici di alcune boraginacee si ottengono tinture naturali per tessuti.[4]
- I fiori di alcune specie, edibili, sono impiegati per guarnire le insalate o per confezionare canditi e confetture, mentre le foglie si possono consumare cotte.[4]

### Usi terapeutici
- Le parti vegetative della maggior parte delle specie contengono elevate quantità di polisaccaridi complessi (mucillagini) che trattengono l'acqua e conferiscono loro proprietà reidratanti, emollienti e depurative; diverse specie sono note nella medicina tradizionale per la cura di febbri e processi infiammatori. L'olio ricavato dai semi di alcune specie è un integratore ricco di acidi grassi polinsaturi.
Tuttavia la presenza di alcaloidi pirrolizidinici, potenzialmente epatotossici e neurotossici, ne suggerisce un uso saltuario e moderato, ed ha comportato la rimozione dal commercio di molti preparati farmaceutici ottenuti da queste piante.[4]